# Pachacama ocampoi
Pachacama ocampoi är en skalbaggsart som beskrevs av Soula 2006. Pachacama ocampoi ingår i släktet Pachacama och familjen Rutelidae. Utöver nominatformen finns också underarten P. o. cagnarensis.